# Milena Johnová
Milena Johnová (* 29. září 1967 Vrchlabí) je česká manažerka a lektorka, v letech 2018 až 2022 zastupitelka hlavního města Prahy a bývalá radní pro oblast sociální politiky a zdravotnictví, nestranička za sdružení Praha sobě.

## Kariéra
V roce 1992 absolvovala Přírodovědeckou fakultu Univerzity Karlovy, odbor Molekulární biologie a genetika. Po absolvenci začala pracovat v sociálních službách – vedla první chráněný byt v Česku pod hlavičkou organizace Duha, pracovala s pacienty psychiatrické nemocnice Bohnice na socioterapeutické farmě a vedla tým v Pražské organizaci vozíčkářů. V roce 1994 spoluzaložila a vedla Rytmus, organizaci zaměřenou na rozvoj podporovaného zaměstnávání. Na ministerstvu práce a sociálních věcí ČR připravovala mezi lety 2000–2003 systém kontroly kvality sociálních služeb. Mezi lety 2003–2017 vedla neziskovou organizaci QUIP na pomoc osobám s postižením.
Působí jako externí lektorka oboru sociální práce na Evangelické teologické fakultě Univerzity Karlovy.
Po svém nástupu do funkce pražské radní pro sociální politiku a zdravotnictví zadala řadu auditů, které odhalily neefektivní využívání městských peněz v příspěvkových organizacích. Podporovala růst terénních a odlehčovacích sociálních služeb na území hlavního města s cílem umožnit dětem i dospělým lidem se zdravotním znevýhodněným žít v přirozeném, rodinném prostředí. Zasazovala se za skončení praxe vyvážení znevýhodněných lidí do ústavních zařízení mimo Prahu. V průběhu pandemie covidu-19 řídila budování velkokapacitního očkovacího centra v Kongresovém centru.
V komunálních volbách v roce 2022 již nekandidovala.

## Odborné publikace
- Zavádění standardů kvality sociálních služeb do praxe (MPSV, 2002)[15]